# Sengele
Die Sengele sind eine Ethnie aus der Demokratischen Republik Kongo. Sie leben hauptsächlich westlich des Mai-Ndombe-Sees. Sie sprechen Lomongo, die Sprache der Mongo. Sie unterscheiden sich jedoch von anderen Mongos durch eine komplexe und hierarchische Sozialstruktur.